# Echinops ritro
Il cardo-pallottola coccodrillo (nome scientifico Echinops ritro L., 1753) è una pianta perenne, erbacea angiosperma dicotiledone, dalle grandi infiorescenza sferiche, appartenente alla famiglia delle Asteraceae.

## Etimologia
Il nome del genere (Echinops) deriva dall'accostamento di due parole greche: riccio e visione (op = omma, occhio); questo vuol dire che la pianta a vederla sembra un riccio. Mentre L'epiteto specifico (ritro) non è altro che il nome greco della pianta. È Linneo che nel 1737 denominò così il genere e la specie.

In inglese questa pianta si chiama: Globe thistle; mentre in francese riceve il nome generico di Boullettes.

## Descrizione

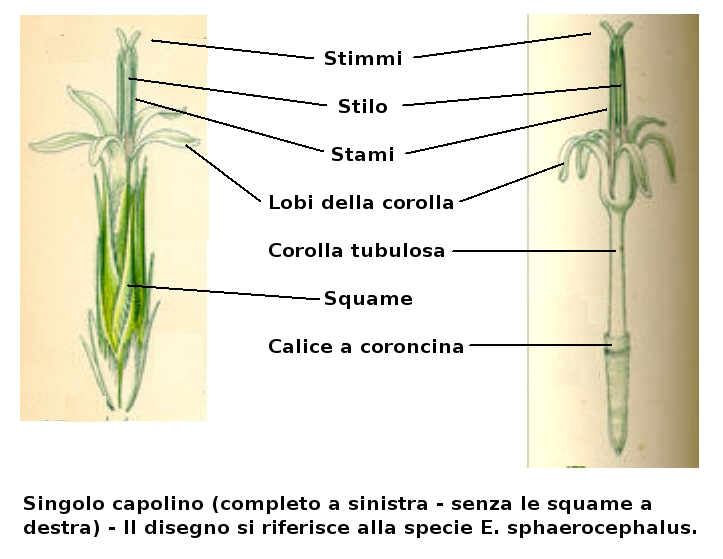
Descrizione delle parti del capolino unifloro

È una pianta di tipo cespitoso; raggiunge l'altezza di 1 metro (normalmente è di 30 – 80 cm). La forma biologica della specie è emicriptofita scaposa (H scap): ossia è una pianta perennante tramite gemme situate sul terreno e con asse fiorale allungato e con poche foglie.

### Radici
Radici secondarie da rizoma.

### Fusto
- Parte ipogea: la parte sotterranea del fusto consiste in un rizoma legnoso ad andamento orizzontale dal diametro di 1 – 1,5 cm.
- Parte epigea: la parte aerea è eretta e ascendente; in alto è cilindrica e si presenta argenteo – tomentosa con peli appressati (dimensione dei peli: 0,5 mm); in basso è squamoso ed angoloso (il colore delle squame è bruno); il fusto è inoltre semplice con poche ramificazioni.

### Foglie

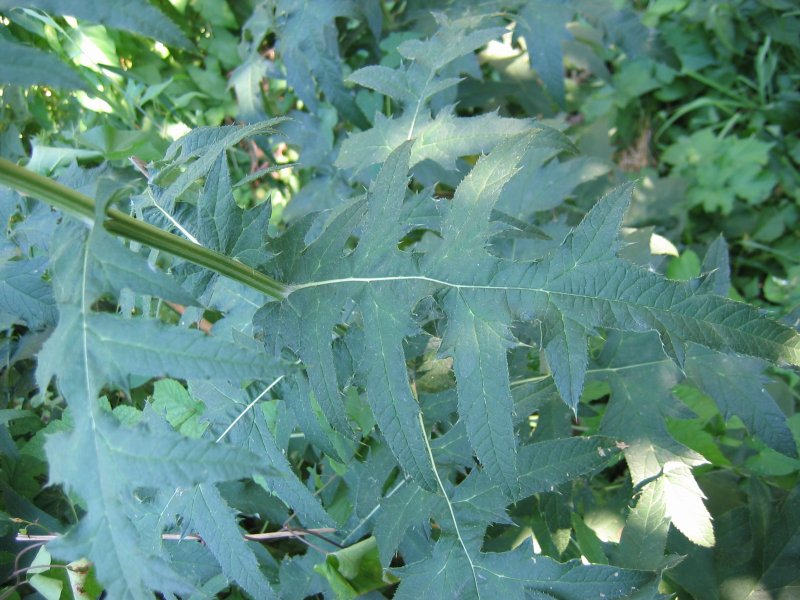
Foglie

Le foglie sono decidue e lungo il fusto sono disposte in modo alterno; la forma è lobato – pennatifida (il contorno è lanceolato) suddivisa in diversi segmenti lobati percorsi da visibili nervature; il margine è dentato – spinoso e termina in una debole spinula lunga 1 – 4 mm. La pagina superiore è liscia, glabra e di colore verde scuro, quella inferiore è biancastra – tomentosa (foglia discolore). La consistenza delle foglie è lievemente coriacea. Dimensione delle foglie: lunghezza 5 – 20 cm; la porzione centrale indivisa della foglia è larga 2 – 8 mm; i segmenti laterali sono larghi fino a 8 mm.

### Infiorescenza

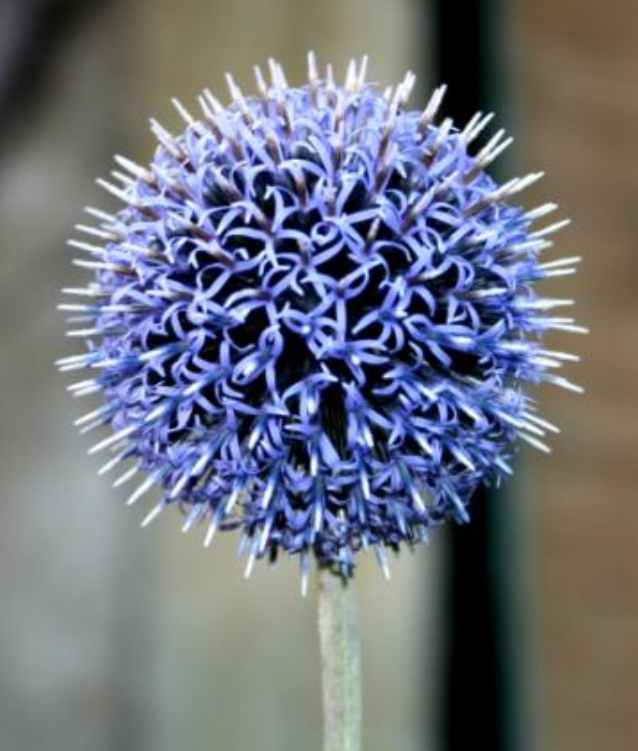
Infiorescenza

L'infiorescenza (di colore blu metallico) è terminale ed è formata da numerosi capolini riuniti a formare una struttura sferica (o globosa). La dimensione dell'infiorescenza può arrivare a 2 – 4 cm di diametro (valori estremi: 15 – 35 mm). Ogni capolino è unifloro, ossia possiede un solo fiore tubuloso circondato da diverse squame (16 – 20) o brattee glabre e cigliate ai bordi; le squame sono libere (non saldate fra di loro) e sono lineari alla base e allargate in una appendice rombica dalla metà in poi. Tale struttura morfologica è propria di questo tipo di fiori e viene chiamata da alcuni botanici  florula (capolino sarebbe in questo caso una denominazione impropria). Dimensioni dei capolini : 10 – 18 mm in lunghezza.

### Fiori
I fiori sono tutti del tipo tubuloso (il tipo ligulato, i fiori del raggio, presente nella maggioranza delle Asteraceae,  qui è assente), sono inoltre ermafroditi, tetraciclici (calice – corolla – androceo – gineceo) e pentameri. Inoltre ogni fiore (chiamato in questo caso capolino) dell'infiorescenza ha un suo proprio involucro.
- Formula fiorale:

- /x K {\displaystyle \infty }, [C (5), A (5)], G 2 (infero), achenio

- Calice: i sepali del calice sono ridotti o quasi inesistenti (il calice consiste in una minuta coroncina).
- Corolla: i petali sono saldati a tubo nella parte inferiore, aperti a stella (in 5 lobi a forma di lacinie) nella parte terminale. Nella parte iniziale del tubo il colore è biancastro per poi mutare in azzurro - violaceo nei 5 lobi.
- Androceo: gli stami sono 5 con filamenti liberi e antere salate.
- Gineceo: l'ovario è infero uniloculare formato da 2 carpelli; lo stilo è uno e profondamente bifido; gli stimmi   hanno rami abbreviati e comunque sporgono dalla corolla.
- Fioritura: tra l'estate e l'autunno.

### Frutti
Il frutto è un achenio con pappo. Il pappo è formato da diverse brevi squamette lineari e membranose; le squamette sono variamente saldate al corpo principale del frutto.

## Biologia
- Impollinazione: l'impollinazione avviene tramite insetti (impollinazione entomogama tramite farfalle diurne e notturne).
- Riproduzione: la fecondazione avviene fondamentalmente tramite l'impollinazione dei fiori (vedi sopra).
- Dispersione: i semi (gli acheni) cadendo a terra sono successivamente dispersi soprattutto da insetti tipo formiche (disseminazione mirmecoria). In questo tipo di piante avviene anche un altro tipo di dispersione: zoocoria. Infatti gli uncini delle brattee dell'involucro si agganciano ai peli degli animali di passaggio disperdendo così anche su lunghe distanze i semi della pianta.

## Distribuzione e habitat

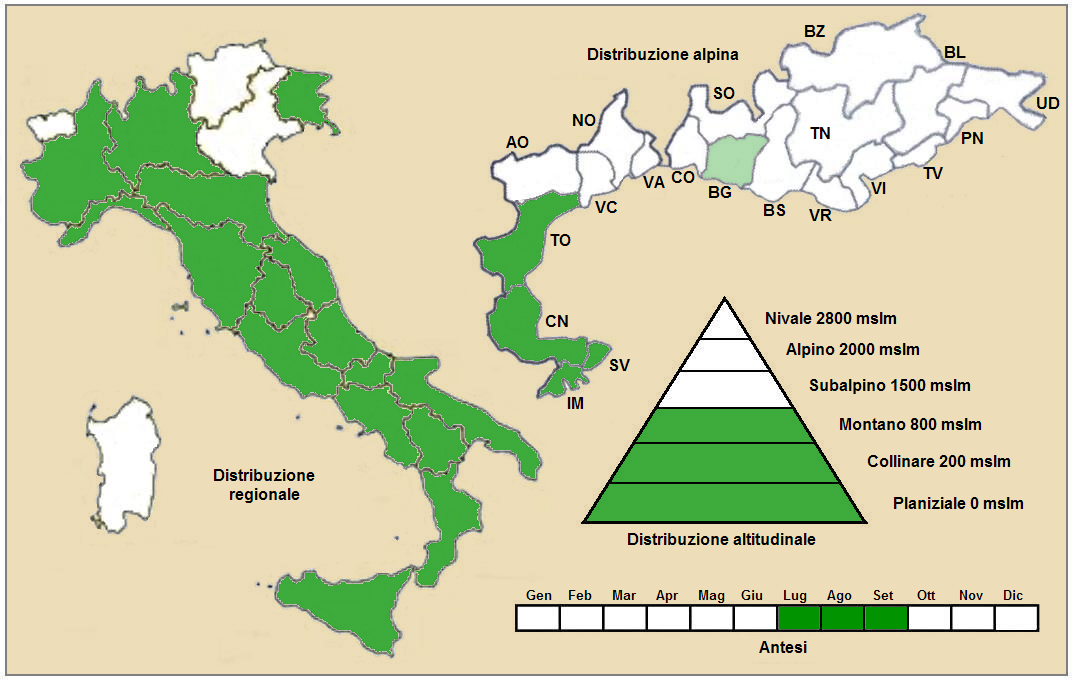
Distribuzione della pianta (Distribuzione regionale – Distribuzione alpina)

- Geoelemento: l'origine della pianta è l'Europa sud – orientale. Il tipo corologico è Steno-Mediterraneo (un areale centrato nel Mediterraneo); ma anche Sud Europeo / Ovest Asiatico.
- Diffusione:  in Italia è abbastanza comune al centro e al sud, un po' meno al nord (specialmente nella Pianura Padana). Nelle Alpi è presente nelle province occidentali e in alcuni dipartimenti francesi (Alpes-de-Haute-Provence, Hautes-Alpes, Alpes-Maritimes, Drôme, Isère). Sui rilievi europei si trova nel Massiccio Centrale e Pirenei.[11]
- Habitat: si trova comunemente nei luoghi aridi e sassosi o prati aridi; ma anche nelle zone incolte e ambienti ruderali, praterie rase, prati e pascoli dei piani collinare e montano.  Il substrato preferito è calcareo ma anche calcareo/siliceo con pH basico, bassi valori nutrizionali del terreno che deve essere arido.
- Diffusione altitudinale: dal piano fino a 1.500 m s.l.m.; frequentano quindi il piano vegetazionale planiziale – a livello del mare e in parte quello collinare e quello montano.

### Fitosociologia
Dal punto di vista fitosociologico la specie alpino di questa voce appartiene alla seguente comunità vegetale:
Formazione: delle comunità a emicriptofite e camefite delle praterie rase magre secche
Classe: Lygeo-Stipetea
Ordine: Brachypodietalia phoenicoidis

## Tassonomia
La famiglia di appartenenza di questa voce (Asteraceae o Compositae, nomen conservandum) probabilmente originaria del Sud America, è la più numerosa del mondo vegetale, comprende oltre 23.000 specie distribuite su 1.535 generi, oppure 22.750 specie e 1.530 generi secondo altre fonti (una delle checklist più aggiornata elenca fino a 1.679 generi). La famiglia attualmente (2021) è divisa in 16 sottofamiglie.
La tribù Cardueae (della sottofamiglia Carduoideae) a sua volta è suddivisa in 12 sottotribù (la sottotribù Echinopsinae è una di queste).
Il genere Echinops L. comprende oltre 213 specie (delle quali mezza dozzina sono presenti spontaneamente sul territorio italiano) originarie soprattutto della fascia che va dall'Asia Minore fino ai monti Altai.

### Filogenesi
Echinops ritro appartiene alla sezione Ritro (o Echinops secondo altri autori) : le squame involucrali sono tutte libere e non si prolungano in lunghe spine.

### Variabilità
Questa specie è variabile (secondo Pignatti da studiare più approfonditamente). Sono note le seguenti sottospecie (alcune presenti in Italia):
- Echinops ritro  subsp. ritro.

- Descrizione: la porzione centrale indivisa delle foglie è larga 3 - 8 mm; i segmenti delle foglie alla base sono larghi fino a 4 mm; i capolini sono più piccoli (10 – 12 mm) come anche le squame (meno di 4 mm) e in genere anche i fiori.
- Fioritura: da luglio a settembre.
- Geoelemento: il tipo corologico è Steno-Mediterraneo.
- Distribuzione: in Italia è una entità rara e si trova solamente sul continente fino ad una quota di 1.500 m s.l.m.. Fuori dall'Italia si trova dall'Europa fino alla Mongolia.
- Habitat: l'habitat tipico per questa sottospecie sono i prati aridi e le garighe.
- Numero cromosomico: 2n = 30 e 32.
- Sinonimi: Echinops australis  Ten. ex Nyman - Echinops elegans Bertol. - Echinops minor  St.-Lag. - Echinops pauciflorus  Lam. - Echinops polycephalus  Gouan ex Steud. - Echinops tenuifolius  Fisch. ex Schkuhr - Echinops virgatus  Lam. - Sphaerocephalus ritro  Kuntze.
- Echinops ritro subsp. ruthenicus (Bieb.) Nyman, 1879.

- Descrizione:  i segmenti delle foglie alla base sono larghi fino a 2 mm; l'infiorescenza è più grande con capolini dal diametro di 14 – 18 mm; le squame sono lunghe 5 – 7 mm; la lunghezza dei fiori è 10 – 13 mm.
- Fioritura: da luglio a settembre.
- Geoelemento: il tipo corologico è Sud Est Europeo (Pontico).
- Distribuzione: in Italia è una entità comune e si trova solamente sul continente (con discontinuità) fino ad una quota di 1.500 m s.l.m.. Fuori dall'Italia si trova dall'Europa sud-orientale fino all'areale a nord del Caucaso.
- Habitat: l'habitat tipico per questa sottospecie sono i prati aridi e le garighe.
- Numero cromosomico: 2n = 32.
- Sinonimi: Echinops ruthenicus M.Bieb.
- Echinops ritro var. elbursensis  (Rech.f.) Parsa, 1980.

- Distribuzione: Iran.
- Sinonimi: Echinops elbursensis Rech.f.
- Echinops ritro subsp. meyeri  (DC.) Kouharov, 1975.

- Distribuzione: Siberia occidentale.
- Sinonimi: Echinops meyeri Iljin
- Echinops ritro subsp. sartorianus  (Boiss. & Heldr.) Kouharov, 1975

- Distribuzione: Grecia.
- Sinonimi: Echinops sartorianus Boiss. & Heldr.
- Echinops ritro subsp. thracicus  (Velen.) Kouharov, 1975.

- Distribuzione: Bulgaria.
- Sinonimi: Echinops thracicus Velen.

### Sinonimi
La specie Echinops ritro in passato è stata identificata con altre denominazioni:
- Echinops minor St-Lager in Cariot (1889)
- Echinops pauciflorus Lam. (1779)
- Echinops ruthenicus M. Bieb. (1819)
- Echinopus minor Bubani (1899)
- Echinopus ritro (L.) Scop. (1772)

### Specie simili
- Echinops sphaerocephalus L. - Cardo-pallottola maggiore: raggiunge i due metri di altezza; le foglie sono più grandi (fino a 40 cm di lunghezza) e le spinule sono pungenti; l'infiorescenza può arrivare fino a 8 cm di diametro ed ha un colore azzurro – biancastro. È presente in tutta l'Italia ma non nelle isole.

## Usi

### Farmacia
- Proprietà curative: la medicina popolare considera questa pianta antinfiammatoria e galattogoga.

### Giardinaggio
L'effetto decorativo di questa pianta è abbastanza buono per cui viene impiegata facilmente nel giardinaggio di bordura, anche se l'aspetto generale è un po' disordinato. Ha bisogno di luoghi soleggiati (ma anche in mezz'ombra va bene). Il suo clima ideale è quello temperato anche se resiste a temperature sotto zero e si adatta a diversi tipi di terreni. Facilmente può tornare allo stato spontaneo. È considerata una pianta rustica di facile coltura.

Su scala più vasta viene coltivata per l'industria del fiore reciso e dalle documentazioni storiche sembra che Echinops ritro sia entrata a far parte delle pianta da giardinaggio già verso il 1570.

## Galleria d'immagini

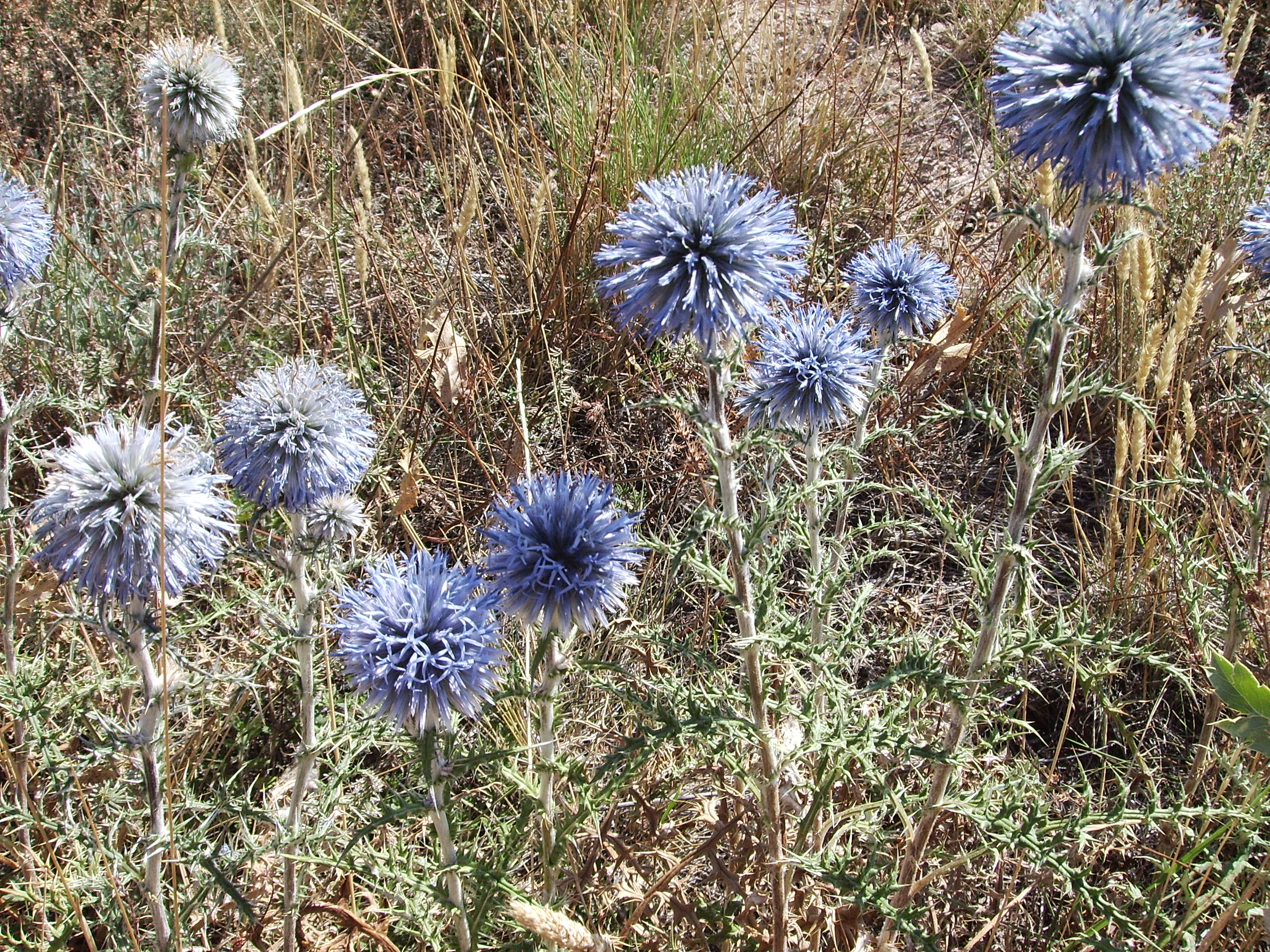
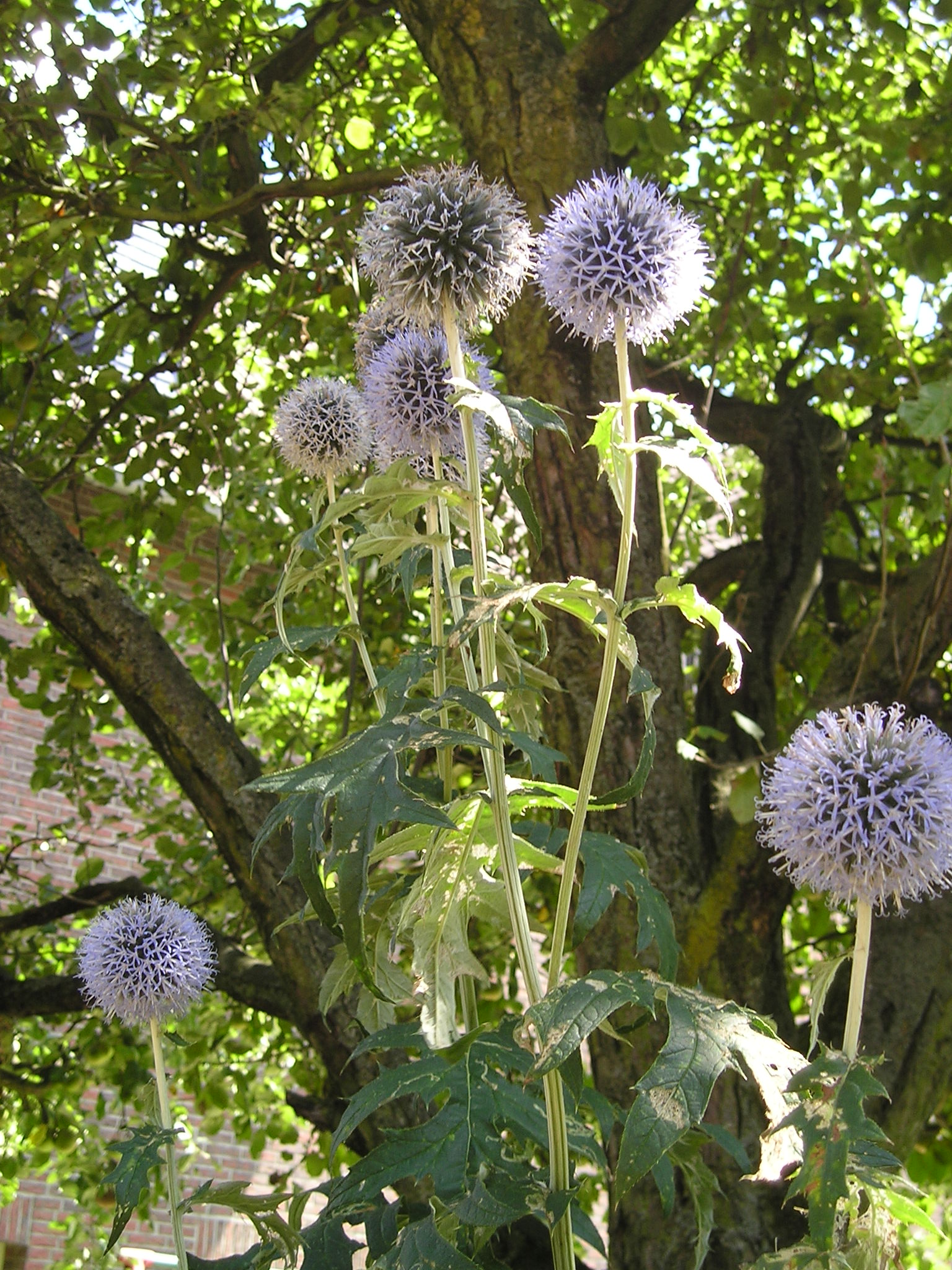
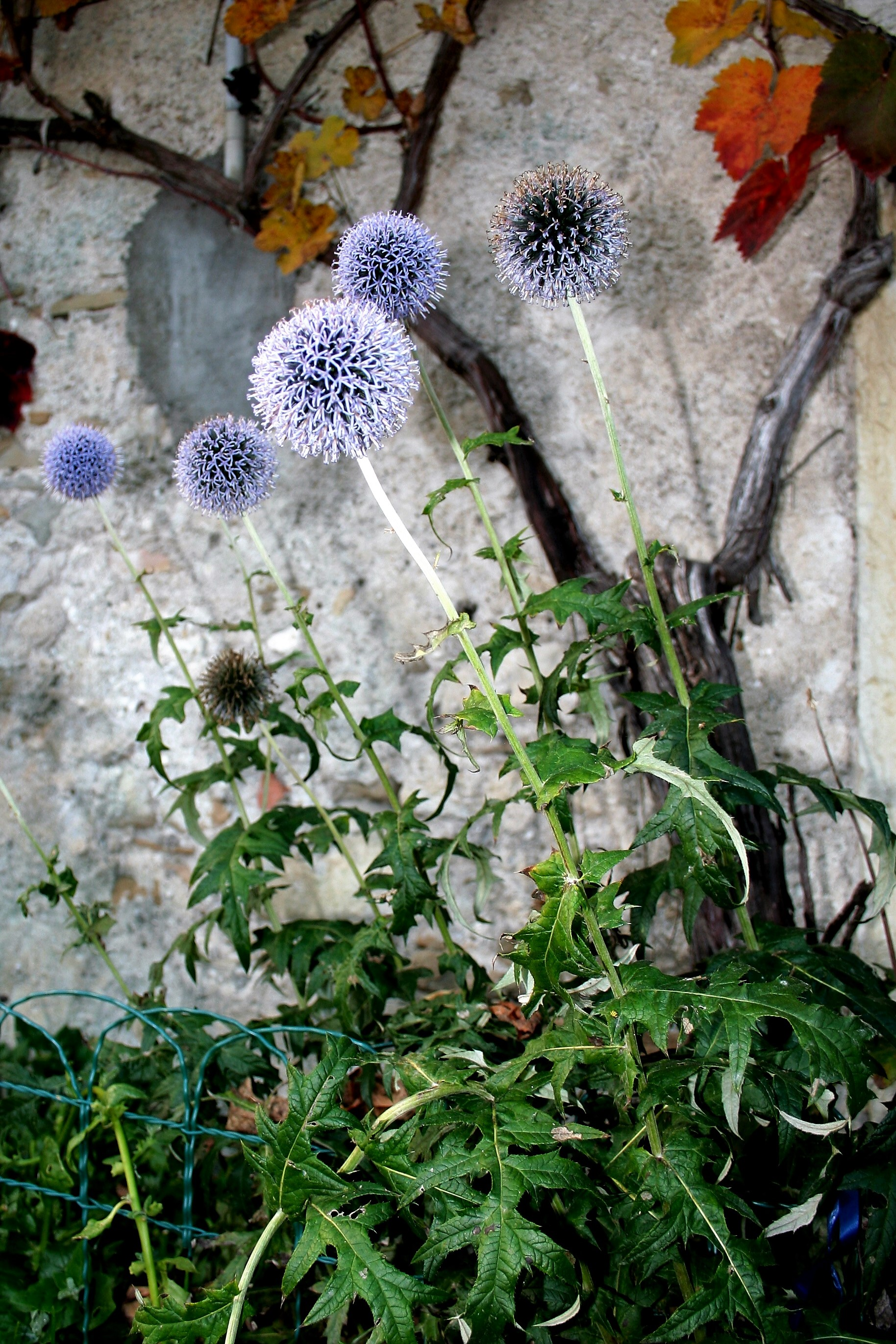
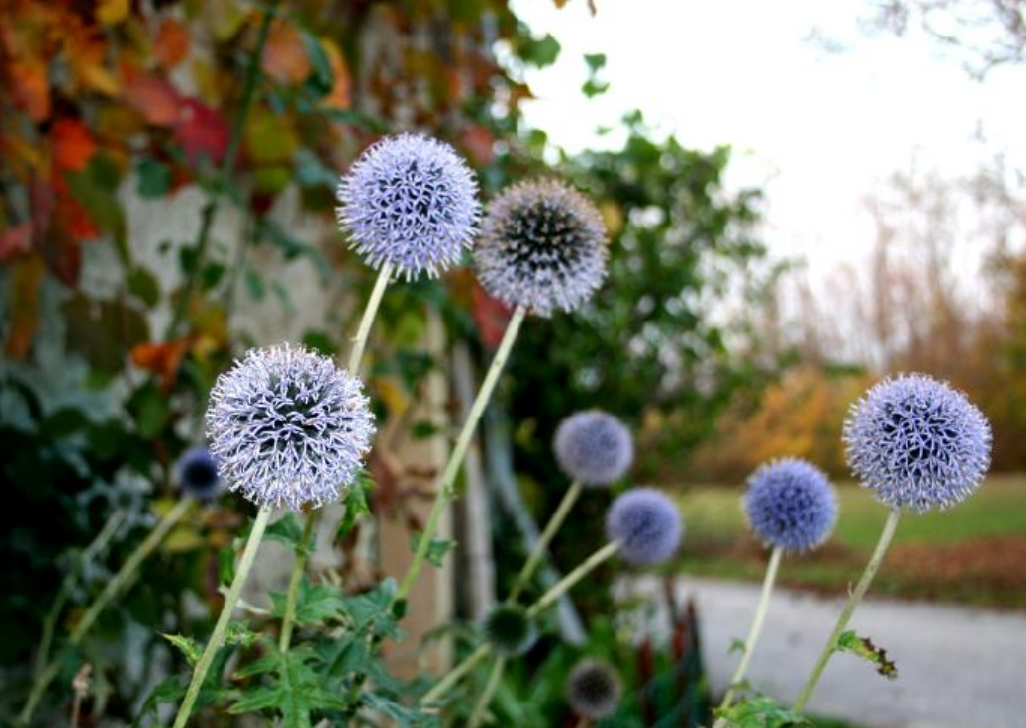